# 里湖镇
里湖镇，原名鲤湖镇，是中华人民共和国广东省揭阳市普宁市下辖的一个乡镇级行政单位。

## 行政区划
里湖镇下辖以下地区：
里湖社区、石牌社区、新池内村、河头村、新松村、富美村、蓬和村、田中村、冷美村、池美村、和平村、松溪村、竹头村、竹林村、七贤村、庵埔村、田厝寨村、寨洋村、汤头村、古岭村、白水再村、宅营村、龙兴村、圆潭村和麻园村。

## 简介
里湖镇，位于普宁市西北部，毗邻榕江，地处榕江平原与南阳山区结合部，地理位置优越，是普宁西部门户，也是普宁三大中心镇之一。
全镇镇域面积84.9平方公里，共辖23个村和2个社区居委会，2008年统计总人口为109180人，是粤东的茶叶集散地，素有“温泉之乡”美誉，有侨胞和港澳台同胞4万多人。镇区建成面积5.3平方公里，人口近3万人。
里湖镇地处榕江平原与南阳山区结合部，属南亚季风性湿润气候，年均气温21．5℃，年均降水量2126．9毫米。
里湖建圩于万历年间（约为公元1600年左右）距今有400多年历史。在明、清代属普宁县黄坑都。民国时期先后属普宁县第三区、第三联乡、第二区。1949年10月解放后，曾先后设为里湖市、里湖区、普宁县第十区、里湖乡、里湖人民公社，1983年撤社改设里湖区，1986年撤区设立里湖镇至今，2003年12月撤销石牌镇并入里湖镇。
由于地处半山区，“四水”环绕，水果资源丰富，素有名优特产有：潮州焦柑、荔枝、青榄、龙眼等，里湖凉果、里湖“小米”等小食更是闻名遐迩。洪都胜景、人物史迹众多。
里湖是普宁三大古镇之一，有饮誉海内外的河头大锣鼓和配套完备的英歌队、醒狮队、潮乐队、游景等，灯谜、书画、“三棋”等声名远扬；民风民俗更是丰富多姿，妙趣横生。
里湖交通发达，省道238长（布）池（尾）线横贯镇境中部，于池尾与国道324福（州）昆（明）线连接。此外，以里湖为中心，有里（湖）钱（坑）路、金（和）鲤（湖）路、里（湖）梅（林）路、里（湖）云（落）路等地方公路于此为起点，形成纵横交错的公路网络，水运有榕江航运，全镇现有运输单位3家，陆运线路15条。